# Dassa I
Dassa I ist ein Arrondissement im Departement Collines im westafrikanischen Staat Benin. Es ist eine Verwaltungseinheit, die der Gerichtsbarkeit der Kommune Dassa-Zoumè untersteht.

## Demografie und Verwaltung
Gemäß der Volkszählung 2013 des beninischen Statistikamtes INSAE hatte das Arrondissement 7138 Einwohner, davon waren 3416 männlich und 3722 weiblich.
Von den 93 Dörfern und Quartieren der Kommune Dassa-Zoumè entfallen acht auf Dassa I:
1. Agbégbé
2. Amangassa
3. Arigbokoto
4. Essèbrè
5. Essèkpa
6. Latin
7. Yara
8. Zongo